# نبو شوما أوكين الأول
نبو شوما أوكين الأول هو ملك بابلي كلداني تولى حكم مملكة بابل من سنة 900-888 ق م بعد وفاة والده شمش مدامق، في عصره خاض ععدة حروب ضد ملك آشور أداد نيراري الثاني الذي قام بشن حملة أخرى لاحتلال مدينة بابل، إلا أنه هذه المرة قام بهزمه واستعاد المناطق التي إحتلها الآشوريين وأرجع الجيش الآشوري إلى حدود الزاب الصغير، اضطر خلفه توكولتي نينورتا الثاني لعقد معاهدة سلام معه، حيث قام بتزويج إبنته له، حيث عاشت بابل وأشور فترة سلام بعدها، تولى الحكم بعده إبنه نبو أبلا إيدينا.